# Rozgraniczanie nieruchomości
Rozgraniczanie nieruchomości (również jako rozgraniczenie nieruchomości, rozgraniczenie gruntów, właśc. postępowanie rozgraniczeniowe) – postępowanie przed organami państwowymi mające na celu ustalenie granic nieruchomości, gdy stały się sporne i nie można stwierdzić stanu prawnego.
Szczegółowe zasady rozgraniczania zawarte są w art. 152 i 153 Kodeksu cywilnego, art. 29-39 Prawa geodezyjnego i kartograficznego oraz w rozporządzeniu Ministrów Spraw Wewnętrznych i Administracji oraz Rolnictwa i Gospodarki Żywnościowej z 14 kwietnia 1999 roku w sprawie rozgraniczania nieruchomości.
Rozgraniczenie polega na ustaleniu przebiegu granicy nieruchomości (z natury rzeczy może chodzić tylko o nieruchomości gruntowe), czyli na ustaleniu, jak daleko sięga prawo własności przysługujące właścicielowi danej nieruchomości. Nie służy natomiast doprowadzeniu nieruchomości do określonej powierzchni – ta wielkość ma tylko marginalne znaczenie. W wyniku postępowania o rozgraniczenie nie dochodzi, co do zasady, do rozstrzygnięcia o wydaniu nieruchomości ani do rozstrzygnięcia o innych roszczeniach związanych z nieruchomością. Sąd może i powinien natomiast uwzględnić nabycie w drodze zasiedzenia przygranicznych pasów gruntu, jeżeli miało ono wpływ na przebieg granicy.
O specyfice postępowania o rozgraniczenie decyduje to, że ma ono dwie fazy: administracyjną (obligatoryjną) i sądową, do której nie musi dojść. Skoro faza postępowania administracyjnego jest obowiązkowa, to postępowanie przed sądem bez jej wyczerpania jest niedopuszczalne – zachodzi zatem czasowa niedopuszczalność drogi sądowej. Oznacza to brak jednej z przesłanek procesowych, wobec czego sąd odrzuci wniosek o rozgraniczenie złożony bezpośrednio do sądu (bez wyczerpania drogi administracyjnej). Ten model postępowania o rozgraniczenie istnieje w Polsce bez większych zmian od 1946.

## Etap administracyjny
Administracyjną fazę postępowania o rozgraniczenie otwiera złożenie przez zainteresowanego podania do wójta (burmistrza, prezydenta miasta). Organ ten prowadzi rozgraniczenie w trybie postępowania administracyjnego. W toku tego postępowania zgodnie z art. 31 ust.2 PrGeodezjaKartog biegły geodeta odtwarza na gruncie przebieg granic na podstawie śladów, znaków granicznych, dokumentów z ewidencji gruntów (map) i punktów osnowy geodezyjnej. Postępowanie kończy się zgodnie z art. 33 ust.1 PrGeodezjaKartog decyzją administracyjną o ustaleniu przebiegu granicy. W przypadku braku tych danych geodeta zgodnie z art. 31 ust.3 i 4 PrGeodezjaKartog przyjmuje od stron oświadczenia na temat przebiegu granicy. Jeżeli nie ma sporu co do przebiegu granicy, postępowanie kończy się zgodnie z art. 33 ust.1 PrGeodezjaKartog decyzją administracyjną o ustaleniu przebiegu granicy. Strony mogą również zawrzeć przed geodetą ugodę regulującą przebieg granicy. Ugoda zawarta przed geodetą posiada moc ugody sądowej. Strona niezadowolona z rozstrzygnięcia może zgodnie z art. 33 ust.3 PrGeodezjaKartog żądać przekazania sprawy sądowi. Organ administracji umarza postępowanie i przekazuje sprawę z urzędu do rozpatrzenia sądowi, jeżeli nie można ustalić przebiegu granicy decyzją zgodnie z art. 31 ust.2 a strony nie skorzystały z możliwości zawarcia ugody zgodnie z art. 31 ust. 3 i 4 PrGeodezjaKartog.

## Etap sądowy
W fazie sądowej postępowanie o rozgraniczenie prowadzi sąd rejonowy w trybie postępowania nieprocesowego, kończącego się wydaniem postanowienia, od którego służy uczestnikom apelacja do sądu okręgowego. W postępowaniu o rozgraniczenie dopuszczalne są wszelkie dowody, choć w praktyce zdecydowanie największe znaczenie mają dokumenty, zwłaszcza mapy. W sądowym postępowaniu o rozgraniczenie wymagane jest wykazanie tytułu własności nieruchomości. Regułą jest przeprowadzenie dowodu z oględzin spornej granicy i z pisemnej opinii biegłego geodety, który przedstawia sądowi mapę geodezyjną z zaznaczonym przebiegiem granicy według danych z ewidencji gruntów oraz, w razie potrzeby, według wskazań właścicieli. Czyni to postępowanie o rozgraniczenie kosztownym, zwłaszcza jeżeli opinii jest kilka.
W myśl art. 153 Kodeksu cywilnego przesłanką dopuszczalności rozgraniczenia jest sporność granicy – w konsekwencji sąd oddali wniosek o rozgraniczenie, jeżeli okaże się, że granica nie jest sporna. Jeżeli jest, sąd dokona rozgraniczenia. W pierwszej kolejności dąży się do ustalenia stanu prawnego przebiegu granicy, tzn. bierze się pod uwagę wszelkie przypadki nabycia i utraty własności spornych gruntów, w szczególności w drodze zasiedzenia i uwłaszczenia. Jeżeli stanu prawnego nie da się ustalić, sąd ustali przebieg granicy na podstawie ostatniego spokojnego stanu posiadania. Jeżeli i tego stanu nie da się ustalić, sąd ustali przebieg granicy uwzględniając wszelkie okoliczności; w tym ostatnim przypadku może przyznać jednemu z właścicieli odpowiednią dopłatę pieniężną. Rozstrzygnięcie o rozgraniczeniu według stanu prawnego jest orzeczeniem deklaratoryjnym, natomiast według ostatniego spokojnego stanu posiadania i według wszelkich okoliczności – konstytutywnym. W postanowieniu o rozgraniczeniu sąd winien zamieścić rozstrzygnięcie o nakazaniu wzajemnego wydania części nieruchomości nie znajdujących się w posiadaniu właścicieli, ponieważ inaczej postanowienie nie będzie się nadawać do przymusowego wykonania w drodze egzekucji.
Rozgraniczenie może również przeprowadzić sąd rozpoznający sprawę o własność nieruchomości albo o wydanie nieruchomości lub jej części. Wtedy, oczywiście, odpada faza administracyjna. Z kolei faza sądowa jest wyłączona w sytuacji, gdy do sporu granicznego dochodzi w toku administracyjnego postępowania scaleniowego.